# Врангель, Александр Евстафьевич
Барон Алекса́ндр Евста́фьевич Вра́нгель (24 мая [5 июня] 1804, Дерпт, Лифляндская губерния — 30 декабря 1880 [11 января 1881], Санкт-Петербург) — российский военачальник, генерал от инфантерии (27.03.1866), генерал-адъютант (30.08.1857), участник Польской кампании 1831 года и Кавказской войны.

## Происхождение и начало службы
Из семьи Врангель — сын ротмистра барона Вольдемара Густава (1770—1827) и его второй жены Якобины Каролины Софии, баронессы Икскюль фон Гильденбанд (1781—1832).
В 1818 году поступил на службу подпрапорщиком в лейб-гвардии Семёновский полк, из которого в 1820 году был переведён в 1-й морской полк. В 1821 году произведён в прапорщики. В 1827 (или 1828) году был назначен адъютантом к командиру Литовского корпуса барону Г. В. Розену, с переводом в лейб-гвардии Литовский полк. Принял участие в Польской кампании 1830—1831 годов.

## Кавказ
Затем вся его боевая деятельность была связана с Кавказом. С назначением барона Розена в 1831 году командиром Отдельного Кавказского корпуса (ОКК), Врангель отправился с ним на Кавказ, где участвовал в экспедициях в Чечню и Дагестан против Кази-Муллы. Как особенно отличившийся при штурме селения Гимры, штабс-капитан Врангель был отправлен с донесением к императору Николаю I и 27 июля 1833 года был награждён им золотой шпагой с надписью "За храбрость. В 1837 году произведён в полковники и назначен командиром Ширванского пехотного полка, с которым в 1839 году вошёл в состав Самурского отряда и выказал блестящую храбрость во время действий отряда в южном Дагестане. Был послан в северный Дагестан на помощь Чеченскому отряду генерала П. Х. Граббе, осаждавшему Ахульго. Преодолев на пути большие трудности, Врангель присоединился к Граббе и участвовал в штурме Ахульго, во время которого во главе одной из штурмующих колонн был ранен пулей в грудь навылет.
В 1840 году Врангель был назначен командующим 1-й бригадой 19-й пехотной дивизии, с которой вошёл в состав отряда генерала А. В. Галафеева, и в течение всего 1840 года участвовал в беспрерывных поисках и делах против горцев (в том числе, в бою у Валери́ка). Затем, до 1853 года, деятельность его была преимущественно административная — ему пришлось управлять различными областями Кавказа:
- в 1842 году был назначен состоять для особых поручений при командующем ОКК,
- в 1844 году — начальником Каспийской области,
- в 1846 году — Шемахинским военным губернатором,
- в 1850 году — снова назначен состоять при войсках ОКК,
- в 1852 году — начальником Лезгинской линии и Джаро-Белоканской области.

3 декабря 1842 года награждён орденом Святого Георгия 4-й степени (за 25 лет службы в офицерских чинах), 21 апреля 1847 года произведён в генерал-майоры.

### Действия против Шамиля

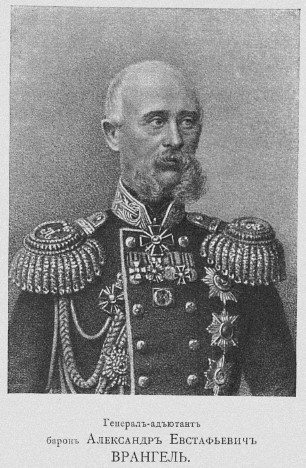
Врангель Александр Евстафьевич

Во время Крымской войны Врангель командовал 20-й пехотной дивизией и начальствовал над левым флангом Кавказской линии. Рядом энергичных экспедиций и благоразумных мер Врангель обессилил Шамиля и помешал его сношениям с турецким правительством, которому имам обещал свою помощь.
6 декабря 1854 года Врангель был произведён в генерал-лейтенанты и назначен начальником 2-й гвардейской пехотной дивизией. 30 августа 1857 года был пожалован в генерал-адъютанты и назначен кутаисским военным губернатором, но не вступил в должность. С 1858 года — начальник 21-й пехотной дивизии, командующий войсками и управляющий гражданской частью в Прикаспийском крае. В 1859 году, командуя Дагестанским отрядом, участвовал в наступлении князя А. И. Барятинского в долину Андийского Койсу — против Шамиля. 17—18 июля совершил замечательнейшую переправу через Андийское Койсу у аула Согратль. Энергично и неустанно преследуя Шамиля, отряд под командованием Врангеля вытеснил его из Аваристана и заставил укрыться в Гунибе. Вся операция, кончившаяся штурмом аула и пленением Шамиля, всецело принадлежала Врангелю и его славному отряду, за что 10 августа 1859 года генерал-лейтенант А. Е. Врангель был награждён орденом Святого Георгия 3-й степени.

## Последние годы
В 1860 году Врангель был назначен командующим 5-м армейским корпусом, а в 1862 году — членом Военного совета и инспектором войск.
В 1864 году назначен в Симбирск генерал-губернатором, для борьбы с последствиями пожаров. 27 марта 1866 года произведён в генералы от инфантерии.
Похоронен на Смоленском евангелическом кладбище в Санкт-Петербурге.

## Награды
- Орден Святого Владимира 4-й степени с бантом (02.08.1831)
- Знак отличия «За военное достоинство» 4-й степени (1831)
- Орден Святого Станислава 2-й степени (16.11.1832)
- Золотая шпага с надписью «За храбрость» (27.07.1833)
- Орден Святой Анны 2-й степени с императорской короной (21.04.1835)
- Орден Святого Владимира 3-й степени (01.07.1839)
- Орден Святого Георгия 4-й степени за 25 лет выслуги в офицерских чинах (03.12.1842)
- Орден Святого Станислава 1-й степени (20.11.1848)
- Орден Святой Анны 1-й степени (01.01.1850)
- Императорская корона к ордену Святой Анны 1-й степени (1852)
- Орден Белого орла (26.08.1856)
- Орден Святого Георгия 3-й степени (10.08.1859)
- Орден Святого Александра Невского с мечами (08.09.1859)
- Бриллиантовые знаки к ордену Святого Александра Невского с мечами (30.08.1861)
- Орден Святого Владимира 1-й степени (26.11.1871)
- Знак отличия беспорочной службы за L лет (1878)

Иностранные:
- Персидский орден Льва и Солнца 2-й степени с алмазами (1835);
- Прусский орден Короны 1-й степени с эмалированной лентой ордена Красного орла (1835);
- Прусский орден Красного орла, большой крест (1871);
- Шведско-Норвежский орден Святого Олафа, большой крест (1872).